# Episodi di One Piece (quinta stagione)
Questa lista comprende la quinta stagione della serie televisiva anime One Piece, prodotta da Toei Animation, diretta da Kōnosuke Uda e tratta dall'omonimo manga di Eiichirō Oda.
La quinta stagione è intitolata Saga originale per la TV (TVオリジナル編?, Terebi orijinaru hen) e raggruppa gli episodi dal 131 al 143; essi, interamente non tratti dal manga, mostrano cosa accade ai protagonisti dopo la partenza da Alabasta. La stagione è a sua volta divisa in tre saghe: la prima, Dreams! (ドリームス！?, Dorīmusu), contiene gli episodi autoconclusivi dal 131 al 135, la seconda, Sortita! I pirati di Zeny (出撃! ゼニィ海賊団?, Shutsugeki! Zenī kaizoku-dan), contiene gli episodi dal 136 al 138 e la terza, Verso l'altro lato dell'arcobaleno (虹の彼方へ?, Niji no kanata e), contiene gli episodi dal 139 al 143. I 13 episodi sono stati trasmessi in Giappone su Fuji TV dal 3 novembre 2002 al 2 febbraio 2003 e in Italia su Italia 1 dal 20 maggio al 17 giugno 2005.
La sigla di apertura adottata è Hikari e (ヒカリヘ?) dei The Babystars, mentre le sigle di chiusura sono Shining ray dei Janne Da Arc, per primi due episodi, e Free Will dei Ruppina per i restanti. L'edizione italiana ha adottato invece come sigla unica di apertura e di chiusura Tutti all'arrembaggio! di Cristina D'Avena e Giorgio Vanni.

## DVD

### Giappone
Gli episodi della quinta stagione di One Piece sono stati distribuiti in Giappone anche tramite DVD, tre per disco, da marzo 2004.
| N° | Data           | Dischi | Episodi | Extra | Fonte |
| -- | -------------- | ------ | ------- | ----- | ----- |
| 1  | 3 marzo 2004   | 1      | 131-132 | /     | [ 3 ] |
| 2  | 7 aprile 2004  | 1      | 133-135 | /     | [ 4 ] |
| 3  | 12 maggio 2004 | 1      | 136-138 | /     | [ 5 ] |
| 4  | 2 giugno 2004  | 1      | 139-140 | /     | [ 6 ] |
| 5  | 7 luglio 2004  | 1      | 141-143 | /     | [ 7 ] |